# Загрепчанка
Загрепчанка (Zagrepčanka) — висотний будинок, «бізнес-вежа» у столиці Хорватії місті Загребі, що вважається найвищою спорудою країни. 
Розташована будівля за адресою вул. Савська (Savska), 41, на розі Савської та Вуковарського проспекту.

## Технічні дані та опис
Загрепчанка займає перше місце серед будівель за висотою (коли включати висоту антени) в Хорватії. Висота 27-поверхового будинку — 94,6 метрів. Розміщена на даху радіощогла збільшує загальну висоту споруди до 109 метрів. Будинок має два підземні рівні, які використовуються для паркування автомобілів. Будівлю обслуговують 8 ліфтів.
Хмарочос є частиною архітектурного комплексу, який включає в себе нижчі 3-рівневі бізнес-об'єкти, артінсталяцію та фонтан.
Вежа «Загрепчанка» складається з трьох частин. Центральна частина має 26 поверхів, західне крило має 21 поверх, нарешті, східне крило має 19 поверхів. Фасад будівлі облицьований плитами з білого мармуру та дзеркальним зеленим склом. На просторі між 25-м і 26-м поверхами є 23 трикутні виступи. Центральний корпус складається із 24 балок, а бічні крила мають по 23 балки. Бічні корпуси є гіперболічно вигнутими по відношенню до вертикальної осі.

## Історія
Вежа була побудована за СФРЮ — в 1976 році архітекторами Славком Єлінеком (Slavko Jelinek) і Бериславом Вінковичем (Berislav Vinković).

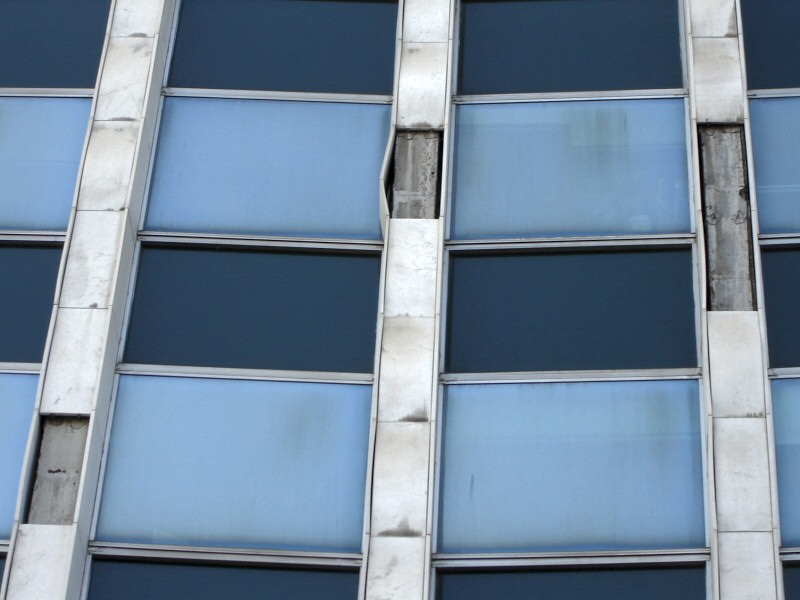
Так виглядають пошкодження будівлі (брак плиток) на східному крилі

Приблизно через десять років після завершення будівництва важкі мармурові плитки почали падати з фасаду. Це було пов'язано з низькою якістю матеріалу, який був замовлений для споруди. Через небезпеку, співробітники повинні були входити до будівлі через імпровізований тунель, зроблений із дерев'яних дощок і сталевих решіток. Ця нещаслива особливість хмарочоса по праву заслужила прізвисько для нього «Пекельна вежа». 
Реконструкція «Загрепчанки» розпочалася лише в 2000-х і просувається доволі мляво, адже  у 2-й половині десятиліття пошкодження західного крила в цілому усунені, а от із боку східного крила, як і раніше, залишаються.
До 2006 року Zagrepčanka за розмірами власне будівлі була найвищою спорудою в Хорватії, поки її не перевершив хмарочос Eurotower (97,8 м), однак за сукупною висотою (разом із антеною 109 м) залишається найвищим хорватським офісним будинком і надалі.

## Факти
- В оформленні хмарочоса використані мозаїки, створені відомим хорватським художником Едо Муртичем (Edo Murtić ).
- На краю «Загрепчанки» є однойменна трамвайна зупинка — денних маршрутів №№ 3,4,5,13,14,17 та нічних 32 і 33.
- Верхівка хмарочоса недоступна для громадськості, але на першому поверсі є декілька магазинчиків.
- Оскільки в Загребі є сучасніші офісні приміщення, які до того ж продовжують будуватися, вартість квадратного метра у «Загрепчанці» з часом падає.
- Вісьмох ліфтів, що обслуговують хмарочос, явно недостатньо, адже подеколи ліфт доводиться чекати протягом декількох хвилин.
- Вежу «узурпував» яструб, який згори кидається на гризунів і дрібних тварин, яких помітить на зелених насадженнях, що оточують хмарочос.

## Галерея

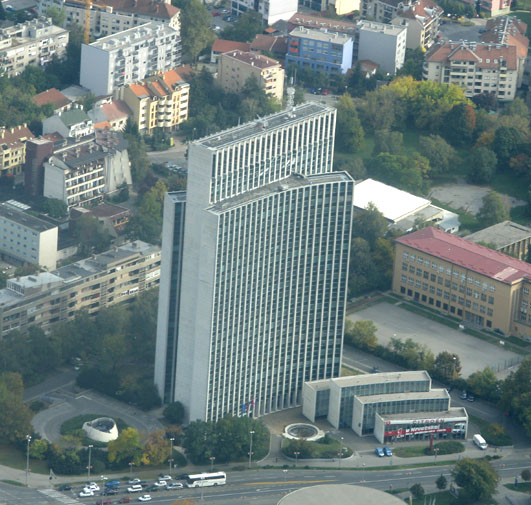
Вид на Загрепчанку згори (із західної частини Савського шляху)
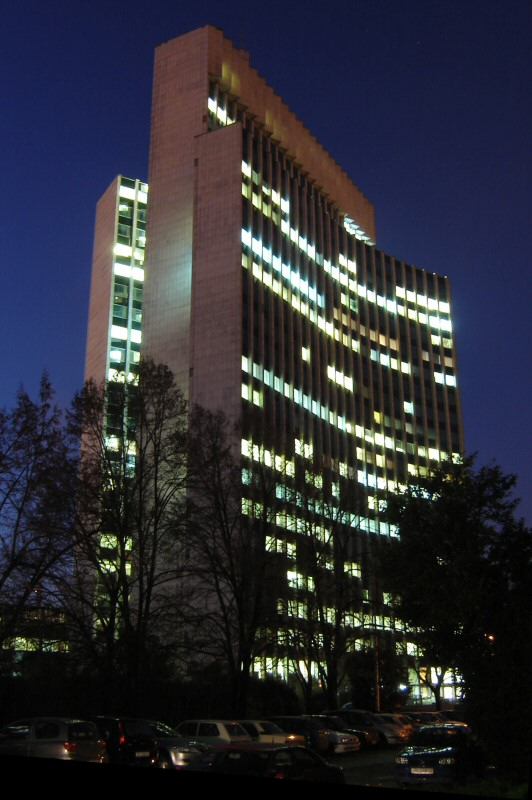
«Загрепчанка» у темну пору доби
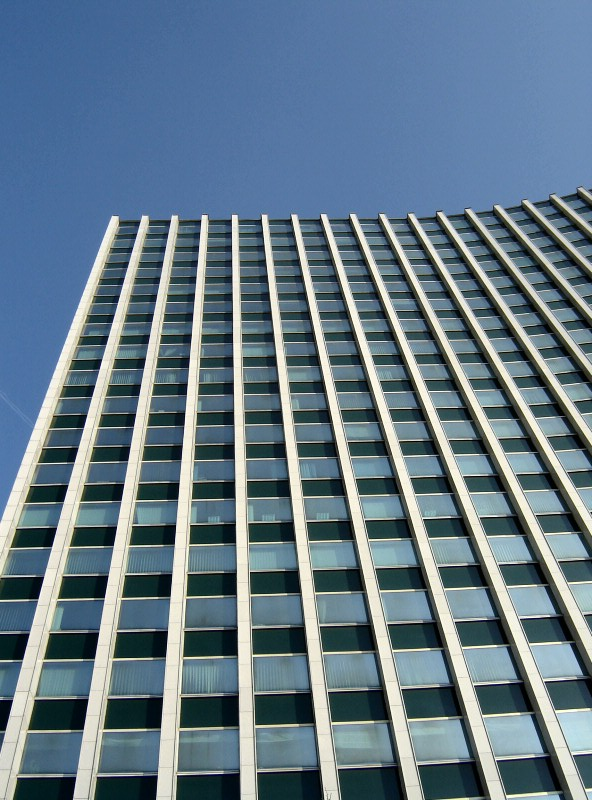
Західне крило хмарочоса
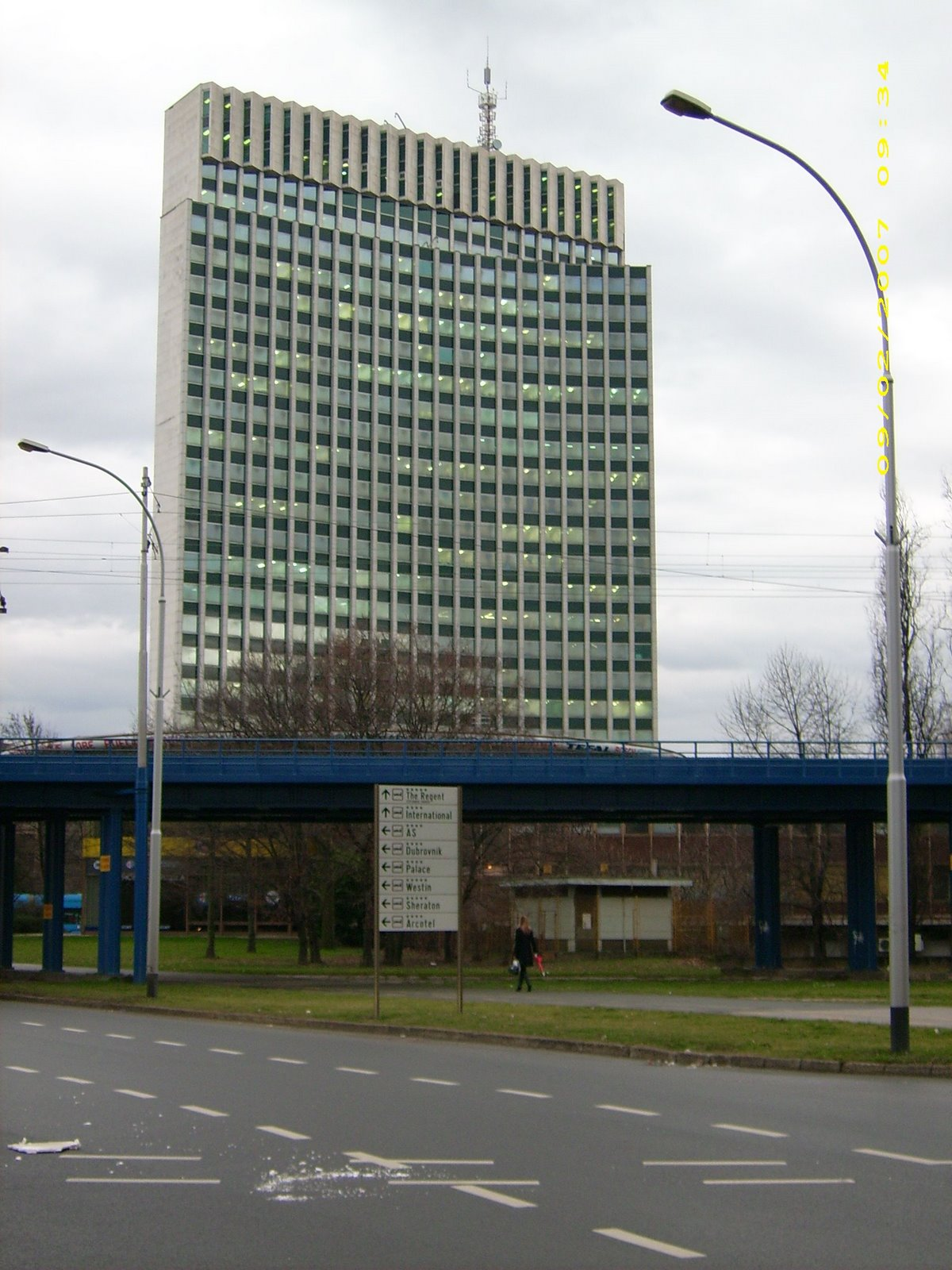
Вид на Загрепчанку із заходу, дивлячись через залізницю